# Sophie Stewart
Sophie Stewart (5 de março de 1908 – 3 de junho de 1977) foi uma atriz de cinema britânica. Em 1937, ela estrelou no filme Return of the Scarlet Pimpernel, com Lady Blakeney. Foi casada com o ator Ellis Irving.

## Filmografia selecionada
- Maria Marten, or The Murder in the Red Barn (1935)
- City of Beautiful Nonsense (1935)
- Things to Come (1936)
- Her Last Affaire (1936)
- Who Goes Next? (1938)
- Marigold (1938)
- Nurse Edith Cavell (1939)
- My Son, My Son! (1940)
- The Lamp Still Burns (1943)
- Strawberry Roan (1945)
- Uncle Silas (1947)
- Devil Girl from Mars (1954)
- No Time for Tears (1957)